# 灰色8号
灰色 8 号是日本國鐵制定的颜色名称之一。

## 概要
國鐵內部惯用的颜色名称是「銀灰色」。

## 近似色
- 灰色9号